# Ole Klemetsen
Ole Klemetsen (Stavanger, 30 de agosto de 1971) es un deportista noruego que compitió en boxeo.
Ganó una medalla de bronce en el Campeonato Mundial de Boxeo Aficionado de 1991 y una medalla de bronce en el Campeonato Europeo de Boxeo Aficionado de 1991. Participó en los Juegos Olímpicos de Barcelona 1992, ocupando el quinto lugar en el peso semimedio.
En octubre de 1992 disputó su primera pelea como profesional. En su carrera profesional tuvo en total 51 combates, con un registro de 45 victorias y 6 derrotas.

## Palmarés internacional
| Campeonato Mundial | Campeonato Mundial  | Campeonato Mundial | Campeonato Mundial |
| Año                | Lugar               | Medalla            | Categoría          |
| ------------------ | ------------------- | ------------------ | ------------------ |
| 1991               | Sídney (Australia)  | Medalla de bronce  | 71 kg              |
| Campeonato Europeo |                     |                    |                    |
| Año                | Lugar               | Medalla            | Categoría          |
| 1991               | Gotemburgo (Suecia) | Medalla de bronce  | 71 kg              |